# Walter Gehring
Walter Jakob Gehring, född 20 mars 1939 i Zürich, Schweiz, död 29 maj 2014 i Basel, var en schweizisk utvecklingsbiolog. Han var sedan 1972 professor i utvecklingsbiologi och genetik vid Basels universitet. Han var sedan 1989 utländsk ledamot av Vetenskapsakademien i Stockholm och invaldes 1997 som utländsk ledamot av Royal Society.

## Utmärkelser
- Otto Nägeli-priset,  1982
- Grand Prix Charles-Leopold Mayer,  1986
- Louis Jeantet-priset i medicin,  1987[4]
- Gairdner Foundation International Award,  1987
- Pour le Mérite för vetenskap och konst,  1993[5]
- Otto Warburg-medaljen,  1996[6]
- Gregor Mendel-medaljen,  1997[7]
- March of Dimes Prize in Developmental Biology,  1997
- Utländsk ledamot av Royal Society,  15 maj 1997[8]
- Kyotopriset i grundforskning,  2000[9]
- Karl-Ritter-von-Frisch-Medaille,  2000
- Balzanpriset,  2002
- Aleksandr Kovalevskij-medaljen,  2003
- Hedersdoktor vid Pierre och Marie Curies universitet,  2007[10]
- Förbundsrepubliken Tysklands förtjänstorden - stora kommendörskorset med stjärna,  2010
- Newcomb Cleveland Prize
- EMBO-medlemskap

[Redigera Wikidata]